# Ганнер
Чад Лейл (англ. Chad Lail, род. 6 июня 1982, Хикори) — американский рестлер.
Известен выступлениями в Total Nonstop Action Wrestling (TNA) под псевдонимом Га́ннер (англ. Gunner) и в WWE под именем Джексон Райкер (англ. Jaxson Ryker).

## Карьера в реслинге
Лейл начал карьеру реслера под именем Филл Ше́ттер в промоушене NWA Anarchy. Вскоре он выиграл титул Чемпиона NWA Anarchy в тяжёлом весе у Айсберга. 17 января 2009 года Шеттер победил Частера Хансена, выиграв титул Национального Чемпиона NWA в тяжёлом весе. Удерживая титул более 2 лет, Шеттер проиграл его Ченсу Профету 19 февраля 2011 года.

### Ring of Honor (2010)
Шеттер выступил на PPV ROH The Big Bang!, где он победил Зака Спасение в открывающем матче шоу.

### Total Nonstop Action Wrestling (2010—2015)
23 июня 2010 года Лейл дебютировал в Total Nonstop Action Wrestling под именем Ганнер в качестве охранника. Он и Мёрфи напали на Джеффа Харди и Кена Андерсона. На том же шоу Харди и Андерсон победили Ганнера, Мёрфи и Мэтта Моргана. 21 октября на iMPACT! Ганнер и Мёрфи объединились с Джеффом Джарреттом и избили Самоа Джо. На Turning Point Ганнер и Мёрфи помогли Джарретту победить Самоа Джо. На следующем iMPACT! Самоа Джо победил Ганнера и Мёрфи в матче 1 на 2. После окончания фьюда Джарретта и Джо, Ганнер и Мёрфи стали постоянными членами группировки «Бессмертные». 9 декабря на Xplosion Ганнер и Мёрфи победили «Корпорацию чернил». На Against All Odds Ганнер, Мёрфи и Роб Терри проиграли матч Скотту Штайнеру и «Пивным деньгам». 24 февраля на iMPACT! Ганнер и Мёрфи победили Эрика Янга и Орландо Джордана, став претендентами № 1 на титулы Чемпионов TNA в командном бою. 3 марта на iMPACT! «Пивные деньги» победили Ганнера и Мёрфи, отстояв свои титулы. 17 марта на iMPACT! Эрик Бишофф назначил тройную угрозу между Ганнером, Мёрфи и Робом Терри за вакантный титул Телевизионного Чемпиона TNA. Ганнер выиграл матч, удержав Мёрфи, получив свой первый титул в TNA. На Lockdown Ганнер вмешался в матч между Джеффом Джарреттом и Куртом Энглом и в очередной раз помог Джарретту победить. 28 апреля на iMPACT! Ганнер успешно отстоял свой титул Телевизионного Чемпиона TNA от Кристофера Дэниелса. 26 мая на Impact Wrestling Ганнер проиграл свой титул Эрику Янгу. 9 июня на Impact Wrestling Ганнер одержал самую большую победу в своей жизни, удержав Чемпиона мира TNA в тяжёлом весе Стинга в командном матче. Спустя неделю Ганнер победил нового Чемпиона мира TNA в тяжёлом весе Мистера Андерсона в матче без титула на кону.

#### Альянс и фьюд с Джеймсом Штормом (2013—2014)
12 декабря 2013 на Impact Wrestling в поединке Feast or fired, Ганнер снял кейс. На следующей неделе было объявлено что Ганнер сорвал кейс который даёт право биться за титул Чемпиона мира в тяжёлом весе. 23 января на Genesis Ганнер победил Джеймса Шторма в поединке, где кейс стоял на кону. 20 февраля на Impact Wrestling Ганнер закэшил свой контракт Feast or fired за титул Чемпиона мира в тяжёлом весе против Магнуса, но в этот поединок вмешался Джеймс Шторм, который сначала помогал Ганнеру и даже выкинул с ринга Рокстера Спада, но затем провёл Superkick Ганнеру, тем самым Магнус смог отстоять свой титул. На PPV Lockdown (2014) Ганнер победил Джеймса Шторма. 20 марта на выпуске Impact Wrestling Ганнер представил что его отец сидит в зале, но затем вышел Шторм, и атаковал Ганнера приковав его наручниками к рингу, а затем розбил бутылку с пивом об голову отца Ганнера. 27 марта на выпуске Impact Wrestling Ганнер победил Джеймса Шторма в матче без дисквалификаций. На PPV Sacrifice (2014) Ганнер вновь победил Джеймса Шторма.

### WWE

#### NXT (2017—2021)
29 мая 2017 Лейл подписал контракт с WWE и был отправлен в NXT. В июле 2018 он получил новое имя — Джексон Райкер. 29 августа Райкер основал новую группировку — «Забытые сыны» (англ. Forgotten Sons), в которую вошли Уэсли Блейк и Стив Катлер.
Освобожден от контракта с WWE 18 ноября 2021 года.

## В реслинге
- Финишеры

- Как Ганнер

- - Fireman’s carry facebuster[15][16] — 2011—2012
  - Gun Rack (Backbreaker rack)[17] — 2013-настоящее время

- Как Филл Шаттер

- - PTSD — Post Traumatic Stress Disorder- PowerBomb
- Коронные приёмы
  - Fist drop (Падение кулака)
  - Spear (Гарпун)
  - Spinebuster
- Вместе с Murphy

- Sidewalk slam (Мёрфи) / Diving elbow drop (Ганнер)

- Менеджеры
  - Jeff G. Bailey
  - Ric Flair
  - Eric Bischoff
- Музыкальные темы
  - «Inflikted» by Cavalera Conspiracy (NWA)
  - «Immortal Theme» by Dale Oliver (Использовалась вместе с командой Immortal; 2010—2012)(TNA)

## Титулы и награды
- American Pro Wrestling
  - Честерский Чемпион APW в тяжёлом весе (2 раза)
- East Coast Championship Wrestling
  - Чемпион ECCW в командном бою (1 раз)
- National Wrestling Alliance
  - Кубок будущих легенд (2010)[18]
- NWA Anarchy
  - Чемпион NWA Anarchy в тяжёлом весе (1 раз), с Кимо и Отвращением (по правилу Свободных птиц)
- NWA Charlotte
  - Среднеатлантический Чемпион наследия NWA (1 раз)
- NWA East
  - Национальный Чемпион NWA в тяжёлом весе (1 раз)
  - Командное чемпионство NWA (1 раз) — с Kimo & Abomination
- Pro Wrestling Illustrated
  - PWI ставит его под № 464 в списке 500 лучших рестлеров 2008 года
  - PWI ставит его под № 239 в списке 500 лучших рестлеров 2009 года
  - PWI ставит его под № 97 в списке 500 лучших рестлеров 2010 года
  - PWI ставит его под № 59 в списке 500 лучших рестлеров 2011 года
  - PWI ставит его под № 55 в списке 500 лучших рестлеров 2012 года
  - PWI ставит его под № 86 в списке 500 лучших рестлеров 2013 года
  - PWI ставит его под № 40 в списке 500 лучших рестлеров 2014 года
- Showtime All-Star Wrestling
  - Международный Чемпион SAW в тяжёлом весе (1 раз)
- Total Nonstop Action Wrestling
  - Телевизионный чемпион TNA (1 раз)
  - Командный чемпион мира TNA (1 раз) — с Джеймсом Штормом
  - Feast or fired (2013 — на титул Чемпиона мира в тяжелом весе)
  - Feast or fired (2013 — на титулы Командных чемпионов мира)
  - Кубок чемпиона мира (2014) — вместе с Булли Рэем, Эриком Янгом, Эдди Эдвардсом и ОДБ.